# LaSalle (Illinois)
Pour les articles homonymes, voir La Salle.
LaSalle, souvent appelée par erreur La Salle, est une ville du comté de LaSalle dans l'Illinois aux États-Unis, située à l'intersection des autoroutes 80 et 39. Selon le recensement de 2000, sa population est de 9 796 habitants. Son économie vit essentiellement de la fabrique de ciment et de permanganate de potassium. Sa superficie est de 17 km².

## Histoire

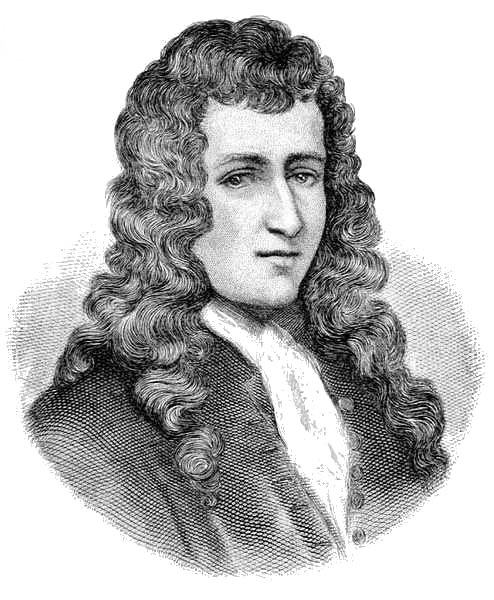
Cavelier de La Salle.

La Salle fut nommée ainsi en l'honneur de René Robert Cavelier de La Salle, explorateur français.

## Le Port-du-canal (1836-1933)
Le Canal Illinois et Michigan a été tout d'abord imaginé par l'explorateur français Louis Joliet. Beaucoup plus tard, lorsque l'Illinois est devenu un État, l'idée d'un canal entre le lac Michigan et la rivière Illinois a été soutenue par beaucoup, y compris Abraham Lincoln. Les 96 miles longs du canal a été finalement construit de 1836 à 1848. Après son achèvement, Chicago devint le terminus de l'est et LaSalle devint le terminus de l'ouest. LaSalle est en plein essor comme point de transbordement de péniches venant de Chicago pour les bateaux à vapeur passant à St. Louis et La Nouvelle-Orléans. La ville est devenue un lieu où sont réunis la culture du Nord et celle du Sud.
Il est difficile d'imaginer le niveau d'activité frénétique qui une fois a eu lieu aux écluses, 14 et 15, où se trouvaient le bassin d'amarrage de canal et les bassins de vapeur. Les bateaux à vapeur de la Nouvelle Orléans déchargé de la mélasse, sucre, café et fraîches oranges et citrons. Les bateaux de canal de Chicago transportaient du bois, poêles, wagons et les derniers modèles de vêtements de l'est. Les agriculteurs locaux qui transportaient du maïs et du blé sont expédiées à Chicago et à des points à l'est. Les passagers se bousculaient pour établir des connexions jusqu'au canal pour des bateaux à destination de Chicago ou de bateaux à vapeur dirigé à St. Louis et au-delà. Hôtels et autres services étaient disponibles pour les voyageurs. Grâce au canal, beaucoup de magasins ont augmenté leurs chiffres d'affaires.

## Les personnalités nées à LaSalle
- Paul Carus (1852‑1919), L'éditeur allemand-américain et premier rédacteur en chef de la compagnie Open Court Publishing et premier rédacteur en chef de le Monist, vivait au Manoir Hegeler Carus.
- Harry Lachman, artiste et réalisateur américain, né à LaSalle.
- Daisetz Teitaro Suzuki (1870–1966), l'auteur occidental des enseignements bouddhistes et de Zen a travaillé sur les écrits et les traductions au Manoir Hegeler Carus.